# Endosporo fungo
São esporos sem flagelos, produzidos no interior de esporângios. Por exemplo: endosporos denominados ascósporos são produzidos no interior de ascos e caracterizam a subdivisão ASCOMYCOTINA. São diferentes dos conidios ja que estes são produzidos fora dos esporângios. 
1. ↑  Pérez-García, Alejandro; Romero, Diego; Zeriouh, Houda; de Vicente, Antonio (2011). «Biological Control of Phytopathogenic Fungi by Aerobic Endospore-Formers». Berlin, Heidelberg: Springer Berlin Heidelberg: 157–180. ISBN 978-3-642-19576-1. Consultado em 26 de janeiro de 2024